# Forêt domaniale de Rihoult-Clairmarais
La forêt domaniale de Rihoult-Clairmarais, plus souvent dénommée « forêt de Clairmarais » est un des grands massifs boisés de la région Nord-Pas-de-Calais et l'un des deux seuls de Flandre française.
Il couvre environ 1 200 hectares. C'est le plus grand massif boisé de l'arrondissement de Saint-Omer, de la communauté d'agglomération et de l'est du Parc naturel régional des Caps et Marais d'Opale.

## Étymologie
Le nom « Rihoult » rappelle celui du « bois » (en flamand, Hoult) et « Ri » évoquerait la notion de cours d'eau ou l'aspect « vallonné » de la forêt localement caractérisée par un relief en « peau d'orange ».
Le nom de « Clairmarais » évoque une hygromorphie élevée, qui persiste localement en dépit du fait que la forêt a été substantiellement drainée (de même que ses environs).

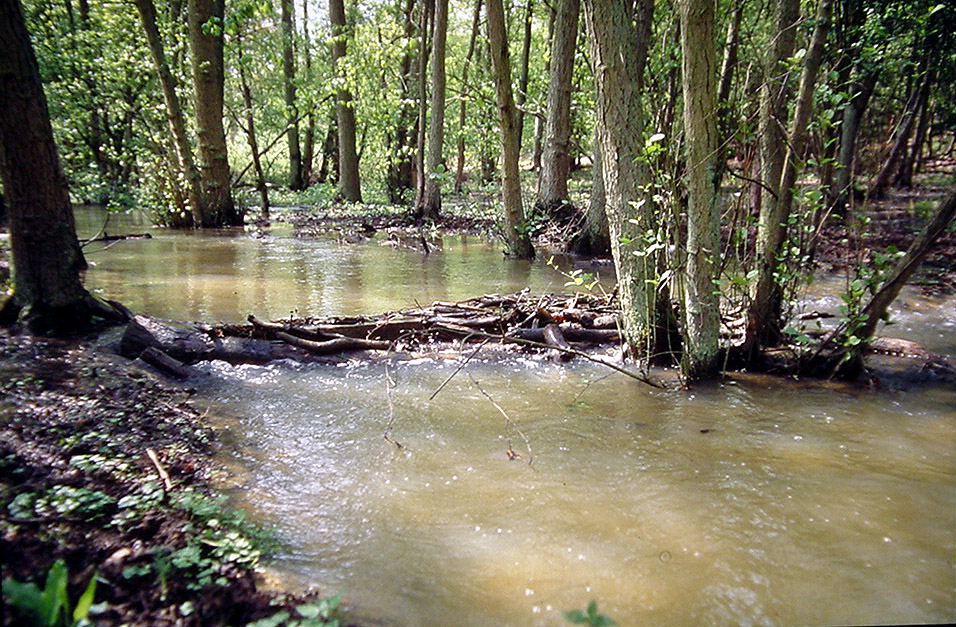
Zone humide en aval de l'étang d'Harchelles, avec petits embâcles formés par le bois mort. Ce type de barrage contribue à diminuer les inondations en aval et les sècheresses en amont

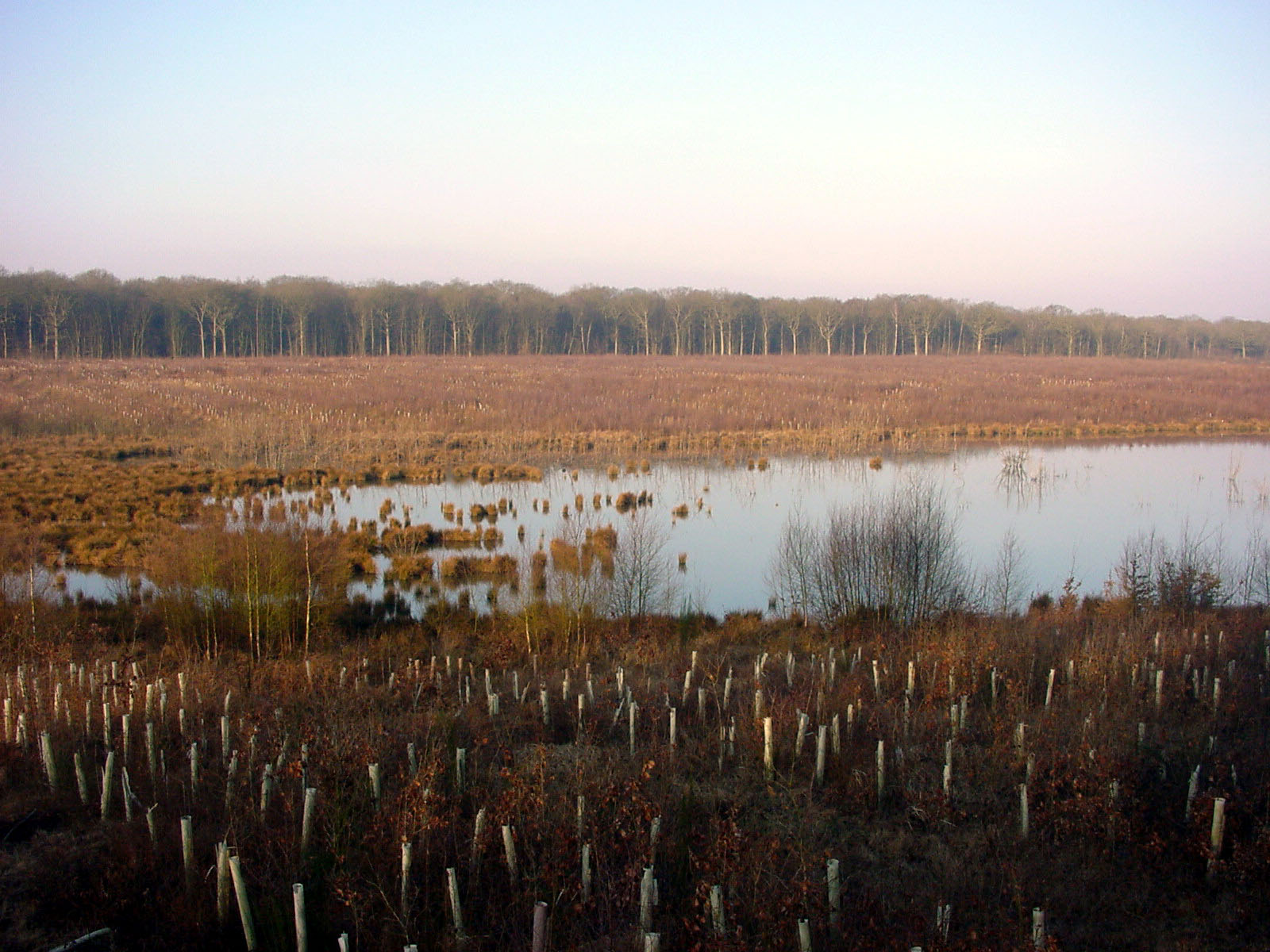
Régénération artificielle dans une zone de coupe rase

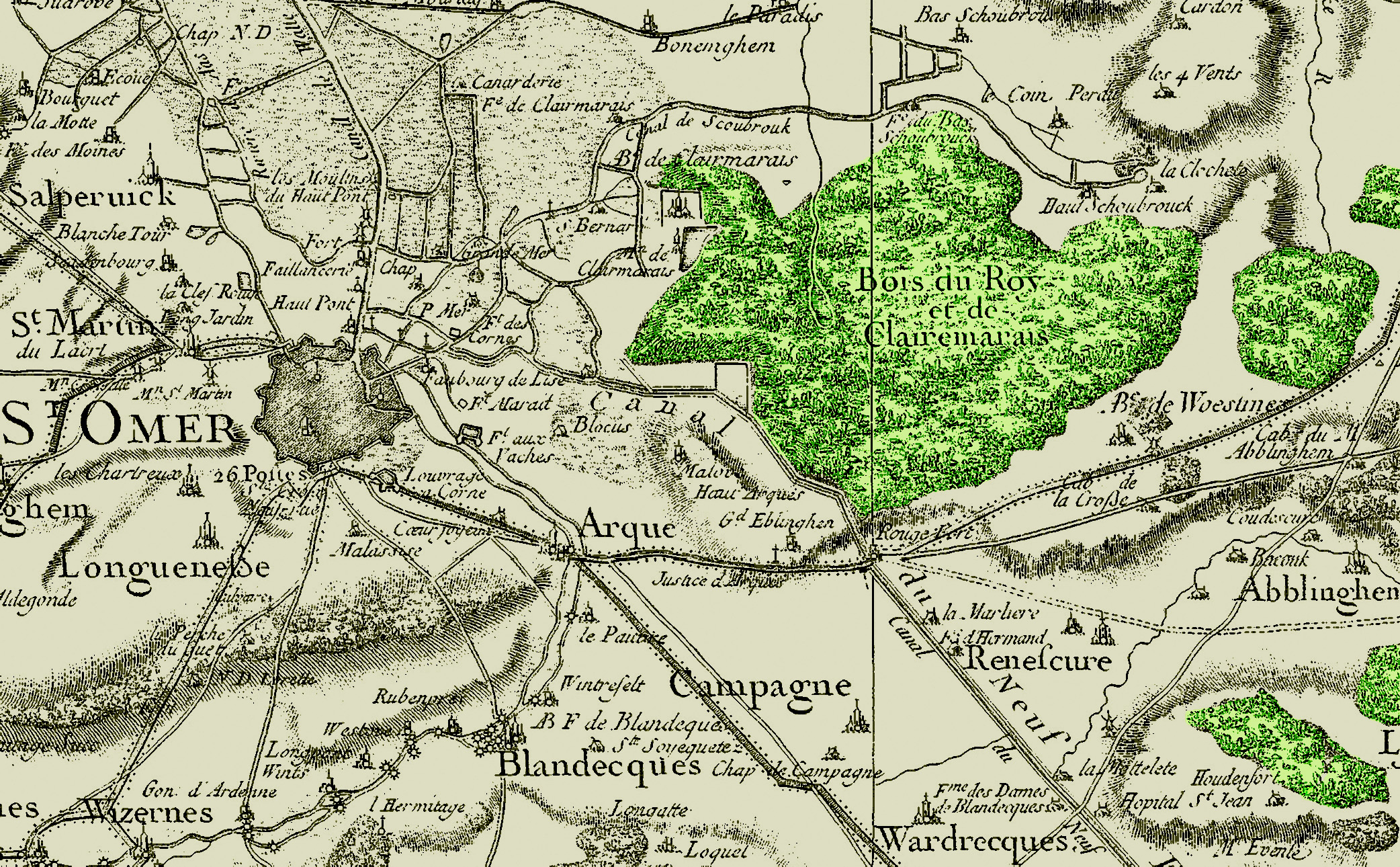
Carte de Cassini du Bois royal de Clairmarais (aux environs du milieu du XVIIIe siècle), sur laquelle les forêts et boisements proches ont été colorés en vert. On voit que le massif était peu fragmenté par les routes. On y distingue l'étang d'Archelle et son exutoire qui coule vers le nord.

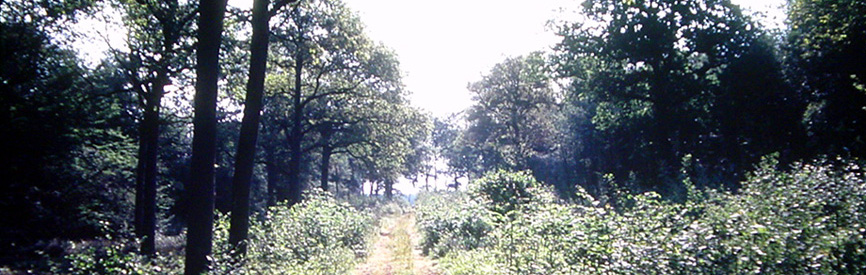
Layon, dans une zone d'éclaircie

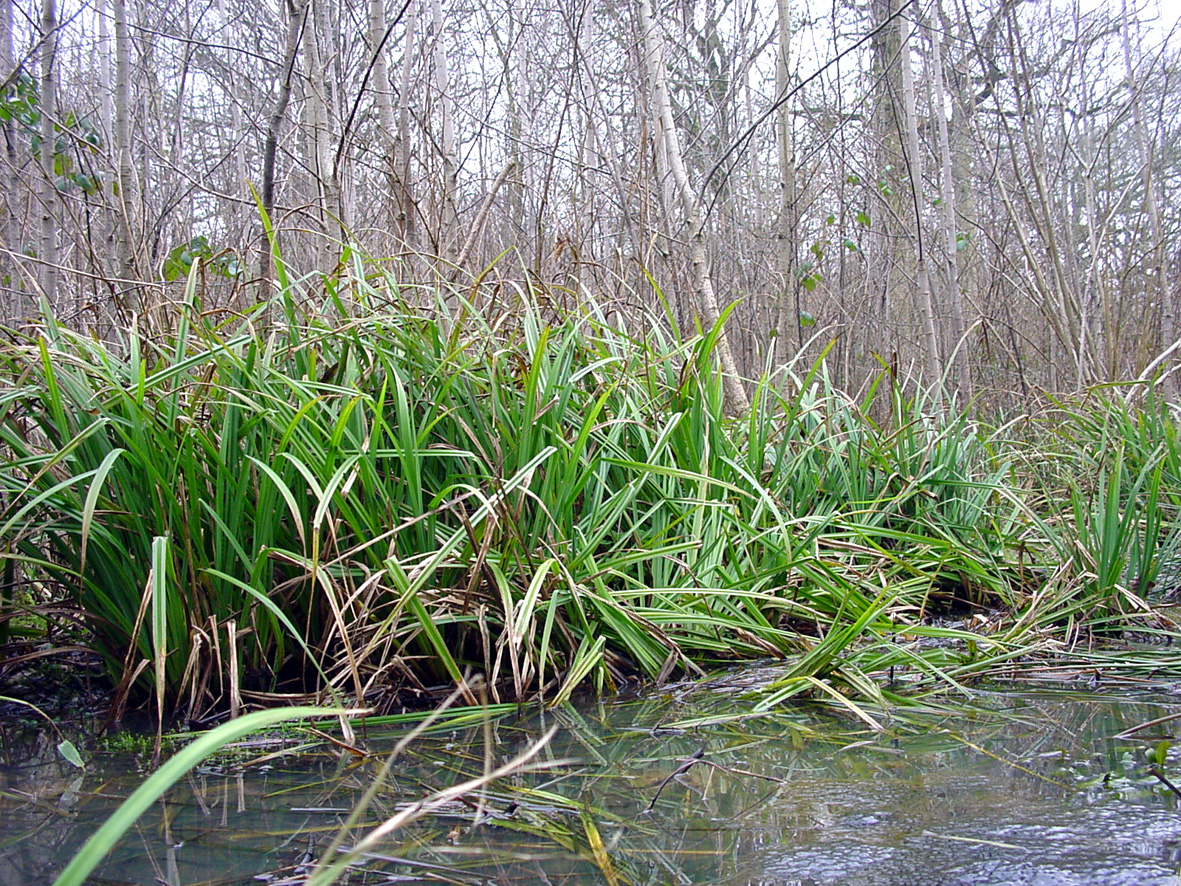
Ambiance forestière de début de printemps (mars 2001), petite mare avec ponte d'amphibiens (grenouille rousse) et carex

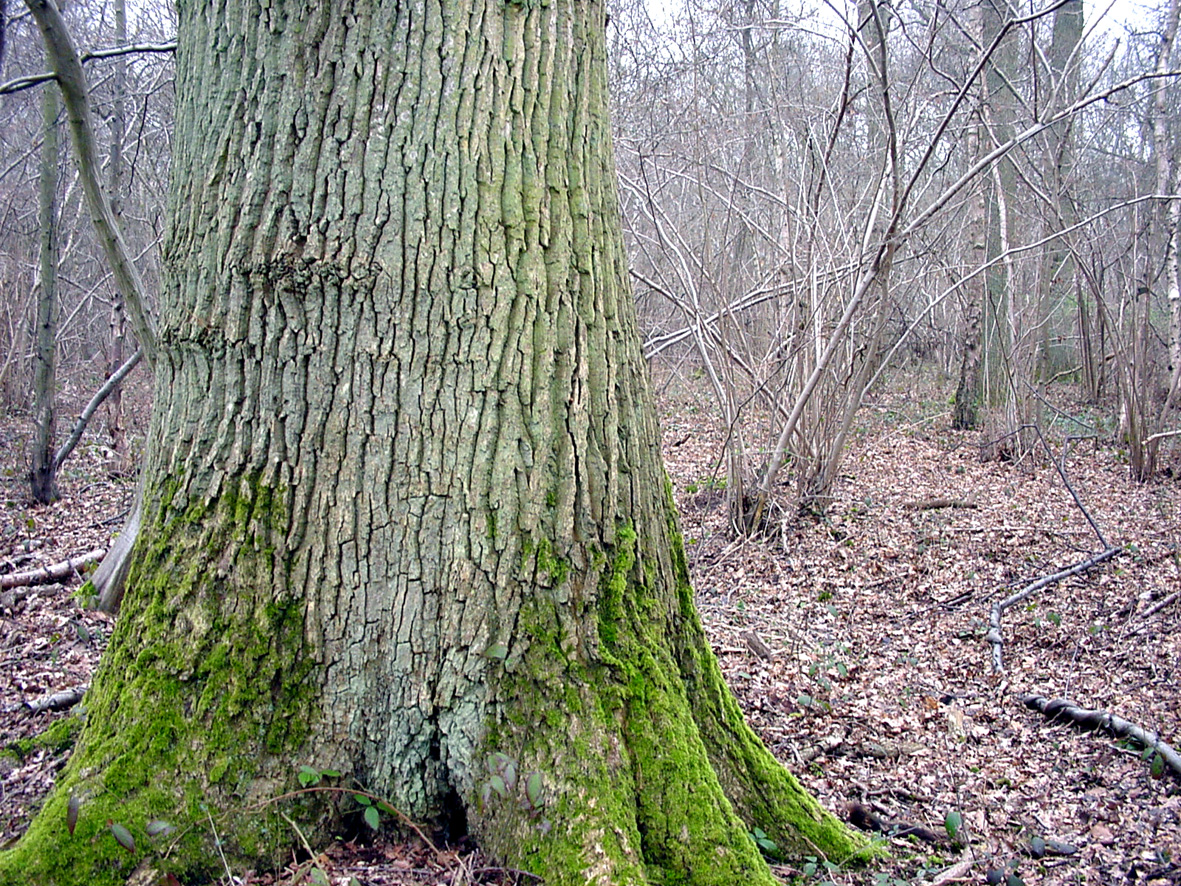
Ambiance de fin d'hiver. Les vieux chênes n'existent plus dans le massif, ce qui pose un problème pour les organismes saproxylophages. Quelques beaux fûts subsistent néanmoins, comme celui-ci, en attente d'être coupé

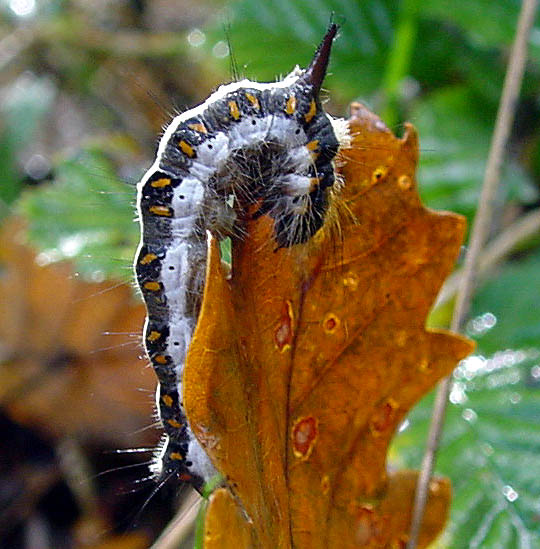
Chenille, 10 mai 2002, La richesse entomologique de la forêt de Rihoult-Clairmarais est mal connue. Elle est peu à peu inventoriée avec l'aide du PNR

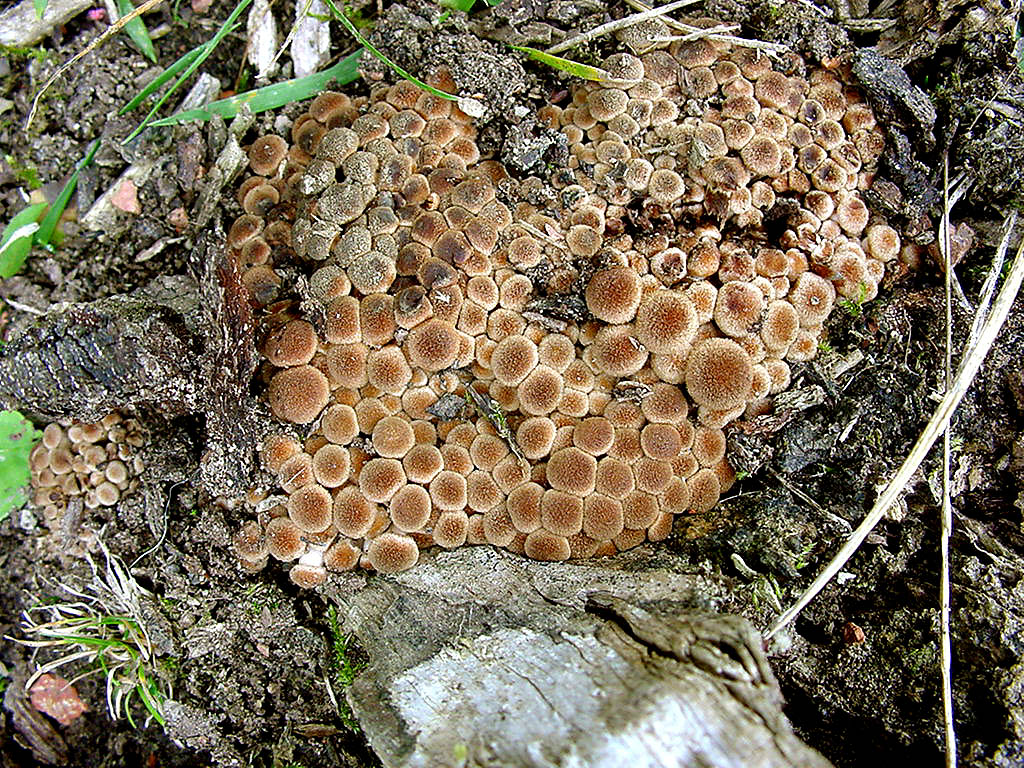
Les mycologues inventorient également peu à peu les champignons forestiers (ici du bois-mort)

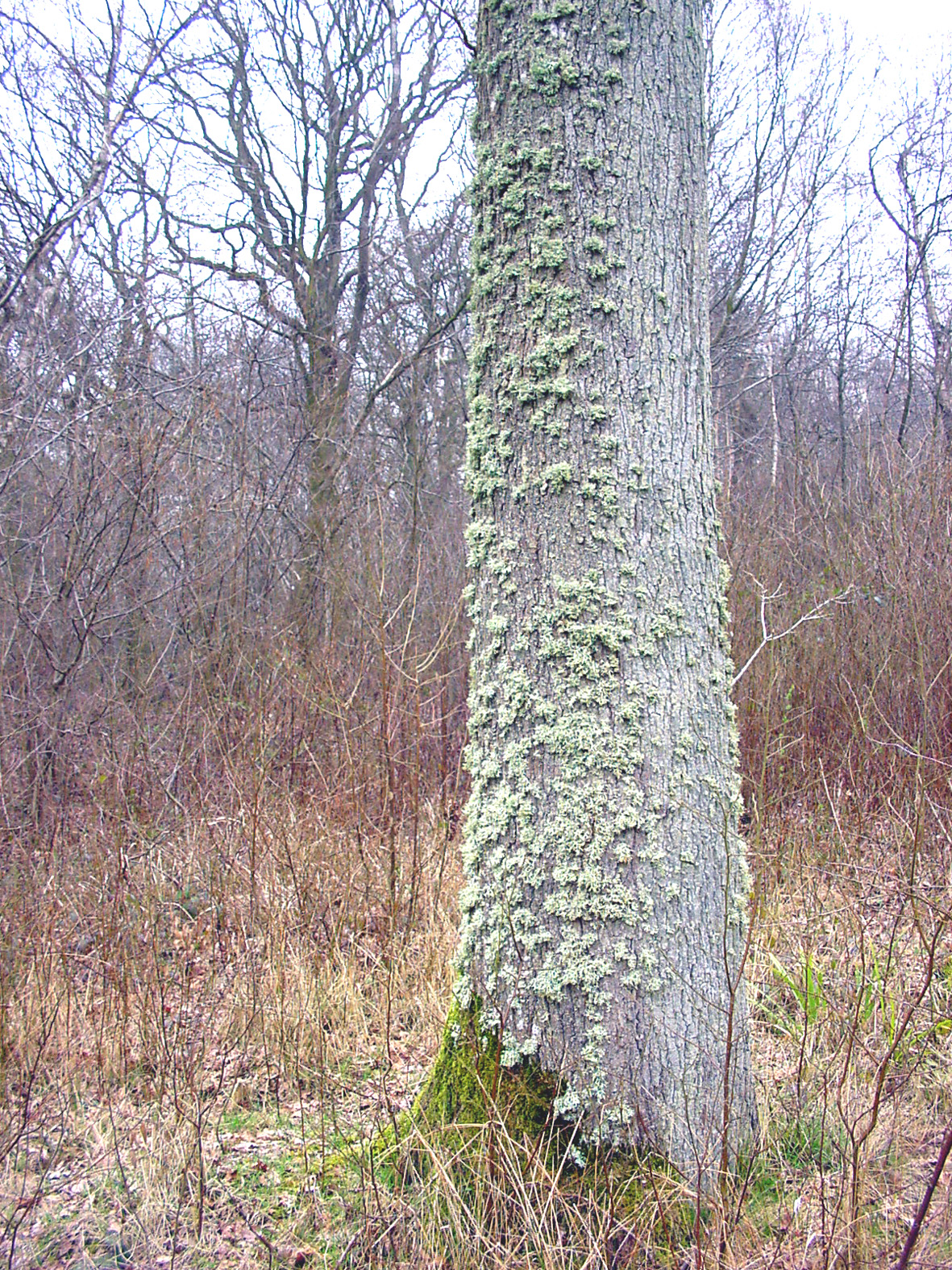
Les lichens sont de bons bioindicateurs, les espèces les plus fragiles ont disparu. Certaines espèces sont indicatrices d'eutrophisation, traduisant des apports d'azote d'origine agricole via l'air et la pluie.

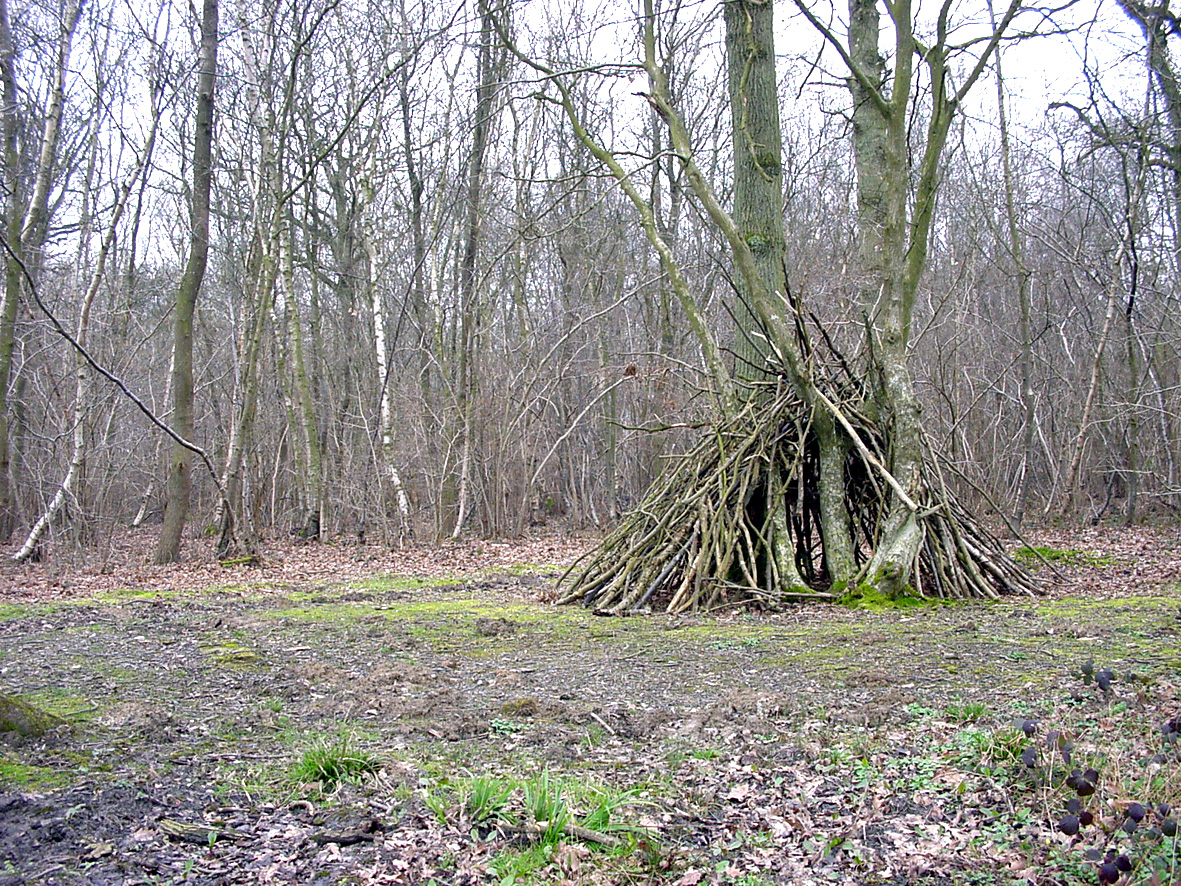
La forêt est aussi un lieu d'aventure et de découverte pour les enfants

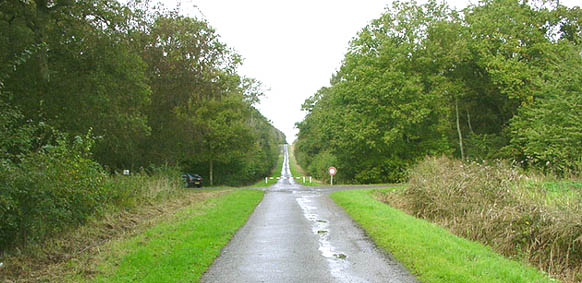
Plusieurs routes fragmentent la forêt (voir carte IGN) ; même interdites au public, elles sont des facteurs de fragmentation écologique de la forêt

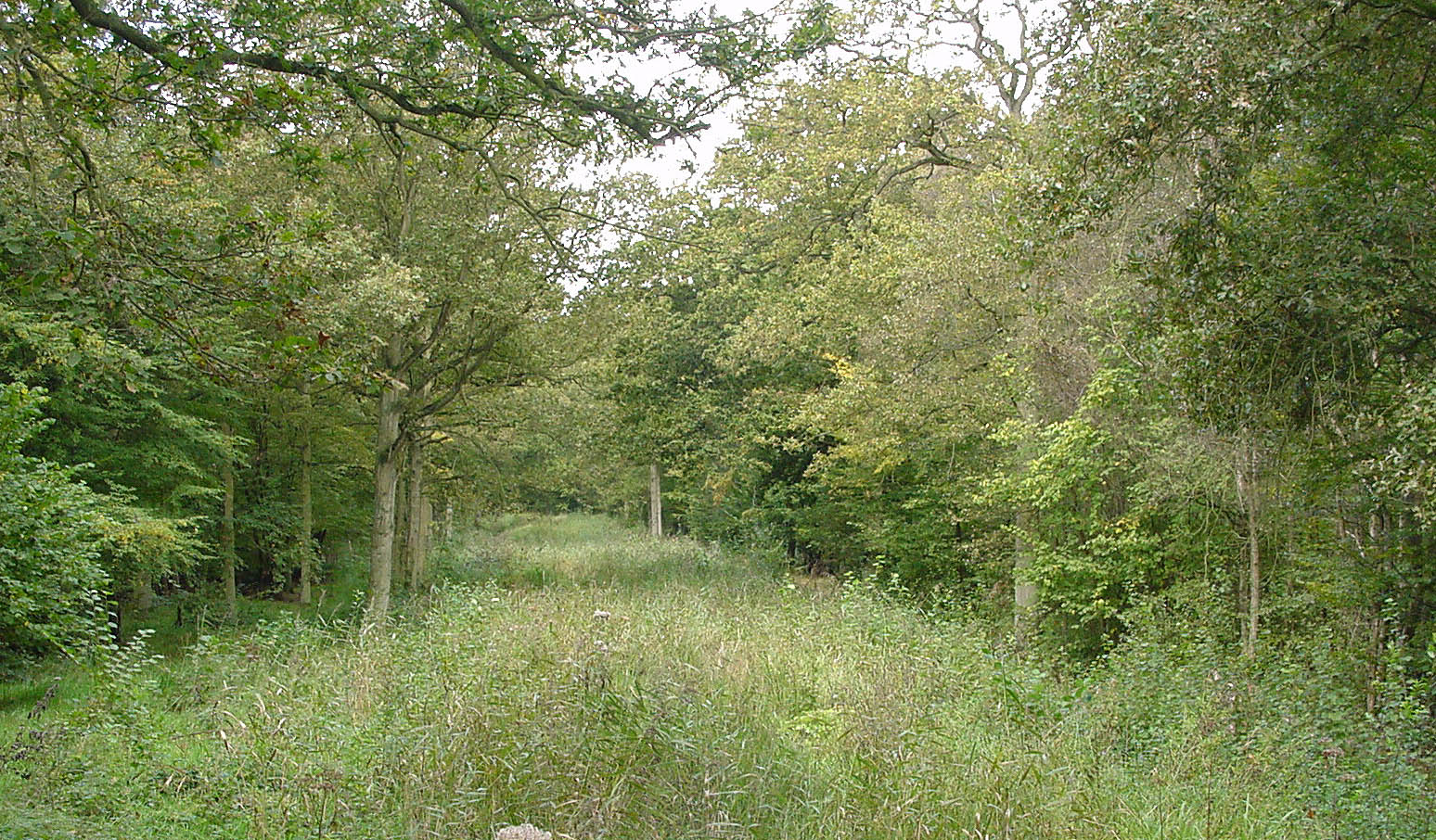
Au contraire d'une route, cette large allée enherbée n'est pas un facteur de fragmentation écologique de la forêt

C'est une forêt ancienne (ancien « Bois du Roy et de Clairmarais », devenu domanial et donc ouvert au public après la Révolution française).
Le massif situé à proximité du « marais de Clairmarais » (qui est une partie du marais audomarois) est dominé par le chêne, avec quelques parcelles enrésinées, sur sol argileux retenant l’eau en plusieurs endroits.
Il ne comprend pas de réserve naturelle mais est situé dans le territoire d'un parc naturel régional.
Cette forêt est jouxtée par les ruines de l’ancienne abbatiale cistercienne de Clairmarais, fondée par Bernard de Clairvaux (saint Bernard) en 1140, et détruite lors de la Révolution française.

## Localisation et contexte
Situé à la fois sur les départements du Nord et du Pas-de-Calais (50°45'36.79"N 2°20'04.09" E), ce massif est sis aux deux tiers sur le territoire de la ville industrielle d'Arques, et en limite de la Flandre intérieure française.
Le contexte est celui d’une zone consacrée à l’agriculture intensive au nord, et d’une zone urbaine et industrielle (Bonduelle, Verrerie cristallerie "Arques International" (Arcopal et Durand), incinérateur de Saint-Omer, etc.) et du marais audomarois au sud.
Le très faible taux régional de boisement (7 à 8 % selon les manières de mesurer, soit environ quatre fois moins que le taux national qui est de 27 %) explique la forte fréquentation de ce massif, et même localement une relative sur-fréquentation puisque le piétinement a fait disparaître toute trace de végétation en plusieurs endroits (près d’aires de stationnement ou de pique-nique ou autour de l’étang d'Harchelles.
Ce massif a été touché lors des deux guerres mondiales (rares sont les arbres ayant plus de 90 ans).

## Histoire
La région ayant connu une importante occupation préhistorique, on peut supposer que la forêt, relique de l'immense forêt charbonnière décrite par les chroniqueurs de l'Antiquité et Jules César lors de la Guerre des Gaules, a été exploitée par des hommes préhistoriques.
Au haut Moyen Âge, alors que les forêts continuent à régresser depuis la conquête des Gaules par César, la Morinie reste réputée pour ses marécages et ses immenses forêts traversés par la voie romaine reliant Thérouanne (important centre universitaire et culturel à l’époque) à la mer. Le climat y a été plus chaud et plus océanique à l'époque de la dernière petite l'transgression flandrienne (invasion marine des terres basses de Flandre maritime à la suite d'une élévation du niveau de la mer), avec un maximum à l'époque carolingienne, vers l'an 800. À cette époque, la mer venait jusqu'à Watten, non loin de ce massif, et les eaux marines salées venaient jusqu’à Saint-Omer, non loin de la forêt qui a alors probablement subi une influence océanique plus marquée.
Au IXe, les moines de l'abbaye Saint-Bertin de Sithiu et les moines cisterciens des environs drainent la région audomaroise et notamment la partie sud-ouest de la forêt, avec un réseau de larges fossés interconnectés (aujourd’hui 160 km watergangs drainent les 3 400 ha du marais audomarois, évacuant leurs eaux vers la mer du Nord à Gravelines via l'Aa à cette époque (et ensuite via le canal de Neufossé).
Le bois de la forêt a sans été utilisé pour la construction - il a mille ans environ, par Baudouin VI - d'un vaste ouvrage de fortification dit Noeuf Fossé ou canal de Noeufossé pour notamment servir de défense contre les Français entre 1054 et 1092. Cette fortification constituera longtemps la limite sud de la forêt dans le doyenné d'Arques. Cette fortification (fossé + talus) formait une longue et épaisse butte de terre entre la forêt de Nieppe et celle de Clairmarais ; aujourd'hui, elle ne jouxte plus la forêt qui a reculé, mais elle s'étend encore de la Lys aux marais de Saint-Omer.
Au cœur de la forêt, l'étang d'Harchelles était exploité par les moines dès le IXe siècle, voire avant, pour la tourbe, le gibier, les champignons, les glands, le poisson, etc.
La forêt a probablement maintes fois servi de refuge ou de lieux de combats, dont lors de l’arrivée des Vikings dans la région, lors des batailles franco-flamandes de 1303 et 1304, durant la guerre de Cent Ans entre la France et l'armée anglo-flamande en 1340, puis en 1346, 1369 et 1435, etc. et jusque lors des dernières guerres mondiales. Elle a cependant été épargnée par les grands aménagements militaires de béton, à la différence d’autres zones proches utilisés pour la construction de blockhaus géants (éperlecques, plateau d'Helfaut).
La forêt de Clairmarais semble avoir toujours produit un bois réputé de qualité, et jusqu’à l’apparition de la tronçonneuse et des scieries, elle a fourni du travail à des charbonniers et de nombreux bûcherons et scieurs de long qui habitaient Clairmarais, et les hameaux du Haut-Arques et de Malhôve.
Lors de la Seconde Guerre mondiale, une piste d'aviation a été construite en béton sur le Haut-Arques à quelques kilomètres de la forêt par l'armée allemande. Cette piste et les environs ont plusieurs fois été bombardés.

## Environnement, écologie

### Classements
La richesse du massif a justifié son classement en ZNIEFF de type 1 et dans le réseau Natura 2000, abritant une réserve biologique domaniale. C'est à ce titre un des éléments importants de la trame verte nationale (confirmée par le Grenelle de l'Environnement en 2007) et de la trame verte régionale.
Du point de vue phytosociologique, le groupement forestier dominant a été désigné comme étant le Primulo vulgaris-Carpinetum betuli, par le Centre régional de phytosociologie de Bailleul.

### Étangs
Plusieurs étangs y ont été aménagées, dont l'étang d'Harchelles (« Archel » signifiait autrefois dans la région osier). Cet étang a été vidangé au printemps 1995 puis curé parce qu'il était en voie d'eutrophisation et surtout d'atterrissement (La hauteur d'eau n'excédait plus 60 cm avec une épaisseur de vase atteignant les 1,50 m et sa partie amont était en grande partie colonisée par une roselière). 150 000 m3 de vase étaient à retirer de l'étang. Le public a été prévenu par voie de presse que seraient dans le même temps réalisés une réfection des berges (dégradées par les pêcheurs, promeneurs et quelques rats musqués), des aménagements pour les promeneurs, et les berges du fossé d'alimentation (pieux traités, avec un plan et profil rectifié (plus linéaire). Selon la presse; 1,5 tonne de poissons (dont 2 sandres de 8 kg, 150 carpes communes d'environ 4,5 kg, et 90 % de gardon, brême ont été récupérés lors de la vidange de l'étang, mais aucun brochet ni perche.

### Évolutions
À cause de l’exploitation intensive, pour partie en coupe rase suivie d'une régénération artificielle (plantations en alignements) la forêt est cependant devenue très pauvre en bois-mort ce qui explique la pauvreté des espèces saproxylophages et la relative pauvreté en champignons forestiers et localement en humus forestier. Pour ces raisons, et à cause du drainage et d'une fréquentation élevée dans le centre du massif, ce massif n’exprime probablement pas tout son potentiel écologique.

### Faune
Les amphibiens encore très nombreux dans les années 1960 ont fortement régressé dans le massif.
Roadkill : En quelques points, depuis plusieurs décennies, de nombreux individus d'espèces protégées (crapaud commun, grenouilles, salamandres et plusieurs espèces de tritons) meurent écrasées ou blessées sur les routes (là où elles n’ont pas déjà) disparu, faute de battrachoduc (écoduc).
Un des principaux sites de reproduction de salamandres a été fortement perturbé par l’effondrement de la digue de l’étang d'Harchelles, qui a entrainé la vidange brutale du lac, à la suite d'un violent orage (au milieu des années 1990).

### Flore
Quelques espèces végétales, dont Hottonia palustris autrefois localement très abondantes ont fortement régressé ou disparu.
La forêt a abrité une population importante de Primula vulgaris Huds qui a disparu du sud de la Belgique et de la Flandre cultivée sur environ 40 km au nord de la forêt.

### Habitats
En 2005, des crédits Interreg ont permis à l’ONF, avec le Parc naturel régional des Caps et Marais d'Opale, d’initier un programme de restauration de 30 mares forestières dans les forêst de Desvres, Boulogne-sur-Mer et de Rihoult-Clairmarais (30 000 €)

### Chasse
Les baux de chasse sont une source de revenu important pour l'ONF. La forêt est connue pour le petit gibier (faisans d’élevage) et ses sangliers et chevreuils (agrainés). En dépit de la taille du massif, les cerfs y ont disparu depuis plusieurs siècles du fait de leur chasse. Lors des actions de chasse à balle, tout ou partie du massif peut être fermé au public pour limiter les risques d'accidents par balle perdue.
Qualité de l'eau, de l'air et des sols. Peu de données semblent disponibles, mais la forêt de Clairmarais est géographiquement située sous le vent de toutes les industries de la vallée de l'Aa, et de l'incinérateur de Saint-Omer.

## Aspects sanitaires
Comme dans les autres forêts régionales, on a constaté une mortalité quasi totale des ormes dans les années 1970-1980.
On a aussi constaté depuis les années 1970 une augmentation régulière du nombre de tiques, susceptibles d’être vecteur de la maladie de Lyme.
Des épisodes de botulisme semblent avoir régulièrement touché l'étang d'Archelles. Par exemple 150 canards colvert étaient signalés morts en fin d'été 1994 à la suite d'une intoxication botulique due probablement à l'eutrophisation du milieu.
Des mortalités par saturnisme aviaire sont également possibles (à la suite de l'ingestion de plomb de chasse ou de pêche).

## Gestion
Elle est assurée par l'ONF. Une bonne gestion passe par la connaissance et la mémoire des actions de gestion. L'ancien sommier de la forêt est conservé par l'ONF.
La forêt domaniale Rihoult-Clairmarais, ainsi que la forêt de Nieppe, ont fait l’objet dans les années 1990 d’application d'une typologie forestière intégrée.

### Aménagements
Ce massif a depuis plusieurs siècles fait l’objet d’une exploitation très intensive, en dépit de quelques pentes et zones humides qui ne la facilitent pas. Cette gestion s’est longtemps traduite par une structure en taillis produisant des bois aujourd'hui jugés de moindre valeur que les troncs de futaies que pourrait produire cette forêt. L’essentiel de la forêt fait donc depuis quelques décennies l’objet d’une démarche de conversion du taillis sous futaie (qui résulte d’une exploitation intensive depuis le Moyen Âge) en futaie régulière, au fur et à mesure des coupes rases suivies de replantations et/ou de régénération naturelle.
En mai–juin 2003, les associations de protection de l’environnement et certains riverains, via la presse, relayée par le député-maire de la commune d’Arques (Michel Lefait) ont protesté, notamment auprès du ministre Hervé Gaymard, à propos du caractère trop intensif de la gestion et en particulier de l’abattage des arbres avant qu’ils aient atteint leur maturité, demandant plus de concertation dans l’avenir de l’aménagement des forêts. En réponse, le ministre a promis un bilan des coupes et que le programme de coupes des quinze années suivantes ferait l’objet d’une concertation « prévue par l’article L. 133-1 en application de l’article L. 3-1 de la loi no 2001-602 du 9 juillet 2001 d’orientation sur la forêt ».

### Gestion de la chasse
Elle vise à préserver les équilibres dits « sylvocynégétiques ». L'agrainage est pratiqué depuis plusieurs décennies dans le cadre du Plan de chasse.
Au moment de la chasse au grand gibier, les accès à la forêt peuvent être fermés. Plusieurs routes sont fermées aux véhicules toute l’année, ce qui offre une meilleure tranquillité aux animaux (hors période de chasse).

## Loisirs
La forêt accueille de très nombreux visiteurs, randonneurs, cyclistes, écoliers, habitants du Parc et de l'Audomarois, quelques cavaliers, chasseurs et cueilleurs de champignons, au point que les abords de l'étang d'archelle, lieu le plus fréquenté ont dû être restaurés dans les années 1990.
Cet afflux s'explique par le peu de boisement ouverts au public dans cette région, la proximité d'aménagements de loisirs, dont le camping de Clairmarais) et sa position de vaste espace boisé situé dans un espace régional fortement urbanisé.
Des sorties randonnées et découverte peuvent y être organisées par les associations locales, le PNR et l'office de tourisme, l'ONF...

## Galerie d'images

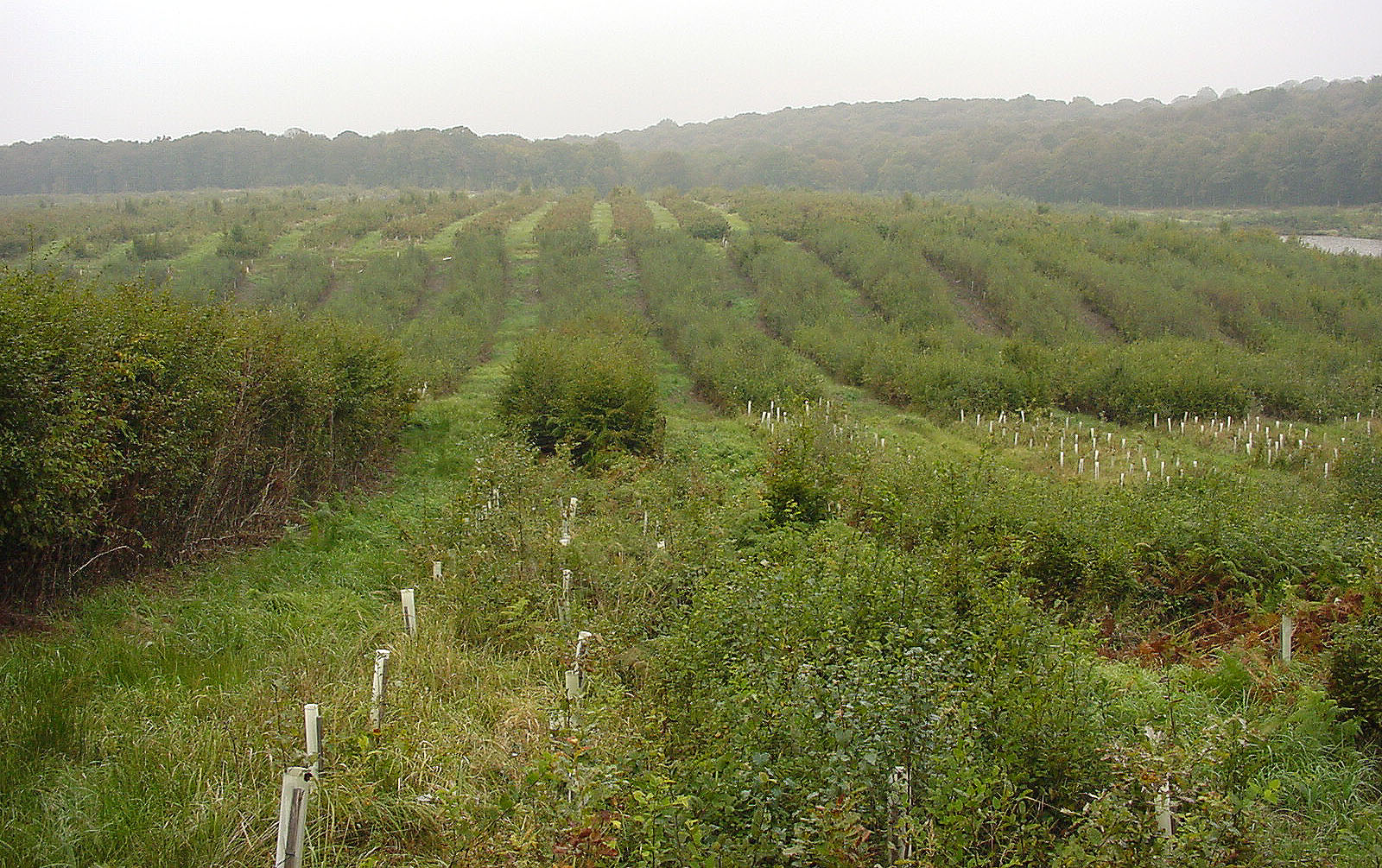
Plantations localement dominée par la régénération naturelle, sur coupe rase (oct 2002)
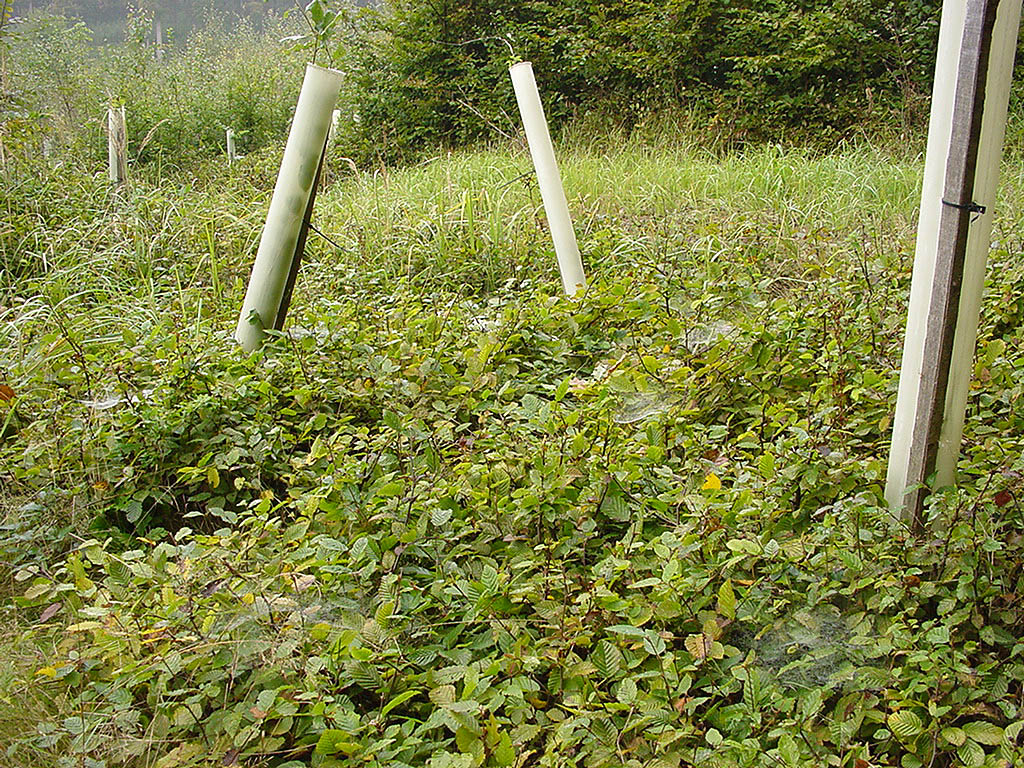
régénération dense de charmes sur site replanté après coupe rase
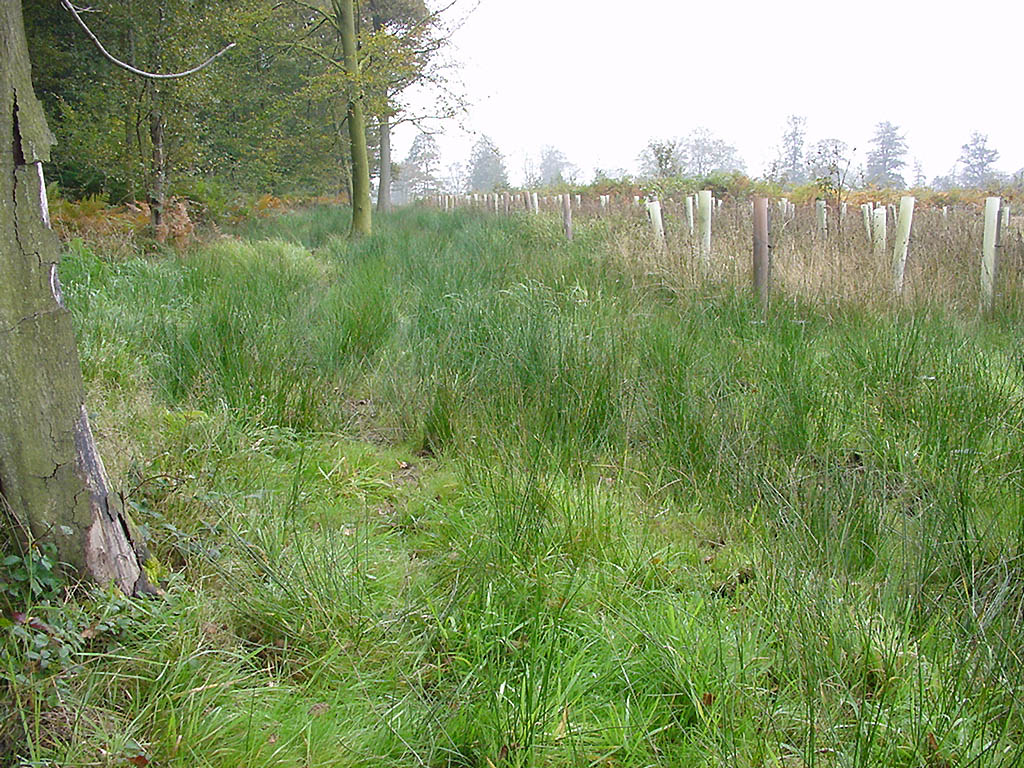
Chemin de lisière de parcelle et débardage. Les joncs indiquent une zone tassée par les engins
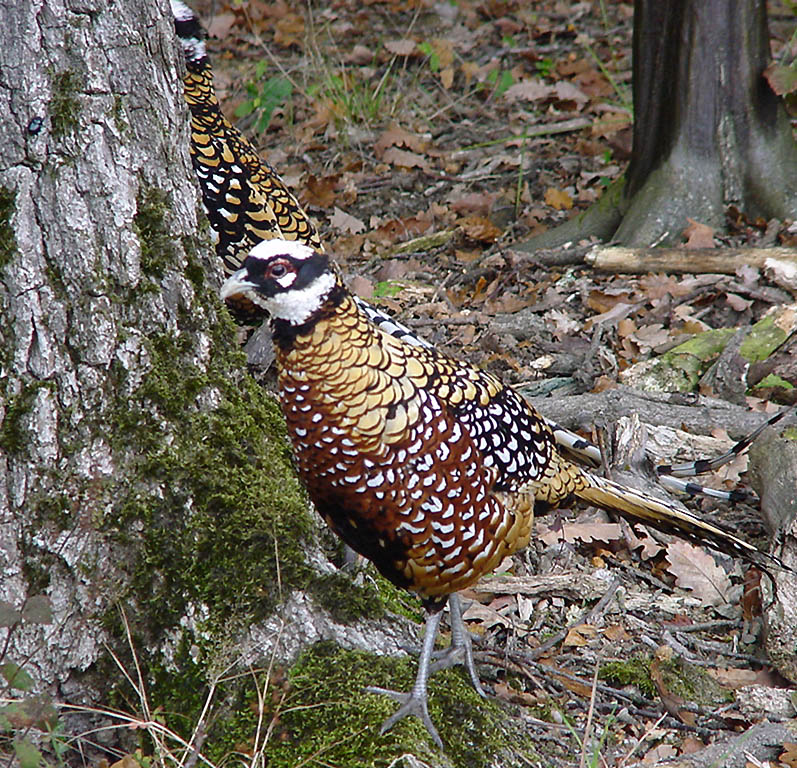
Faisan d'élevage relâché en forêt pour la chasse (oct 2002)
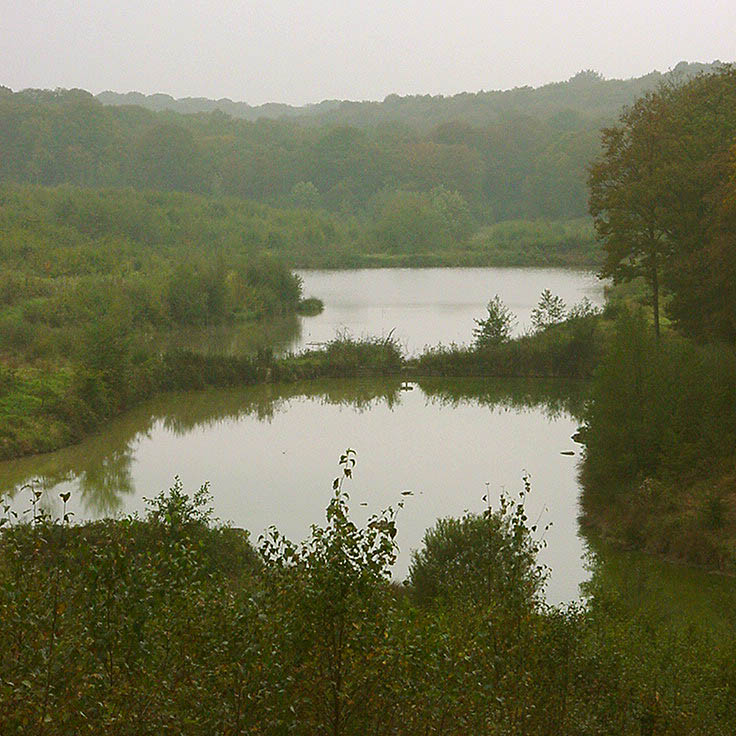
Nouveaux étangs, aménagés dans une zone de coupe rase en régénération artificielle
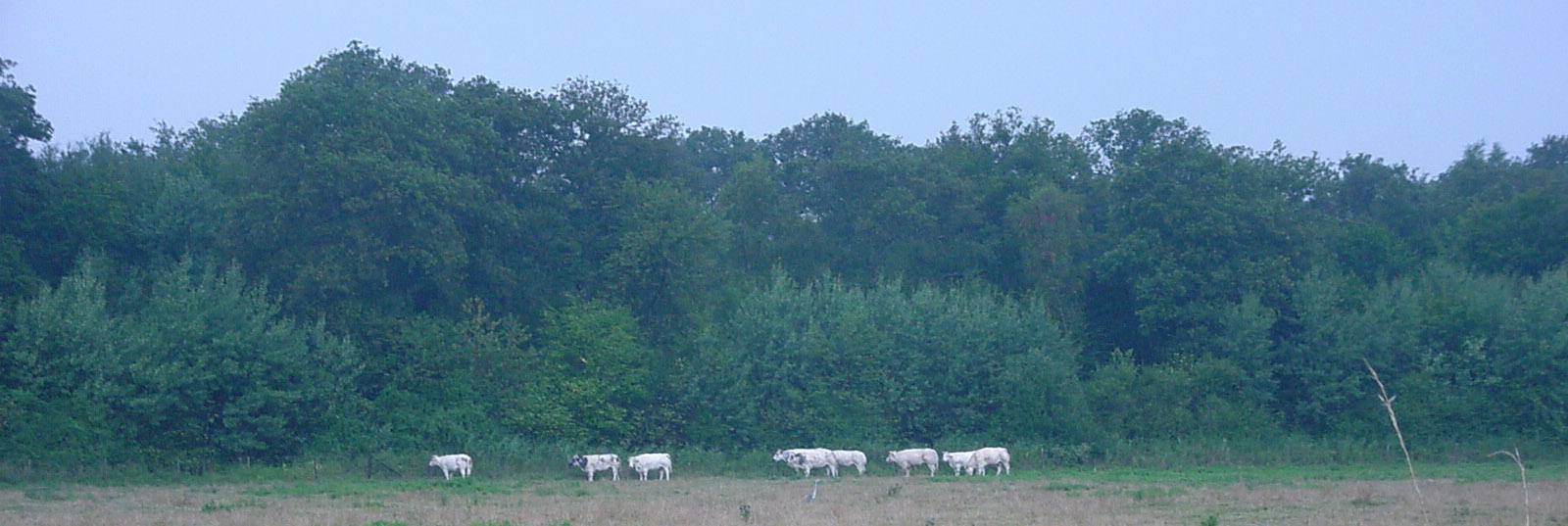
Vaches pâturant en lisière de forêt
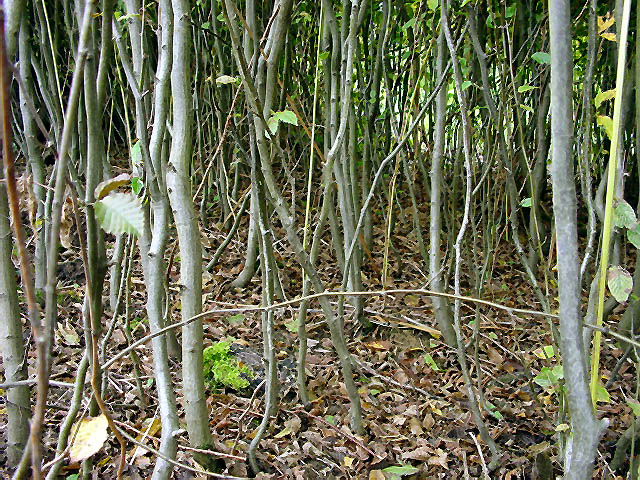
Régénération naturelle dense de charmes
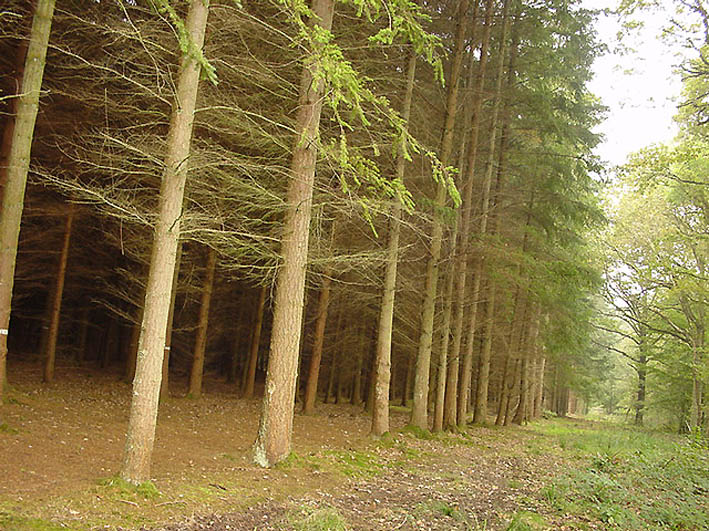
Parcelle de résineux, où les strates basses (muscinale, herbacée, buissonnante) ont disparu, étouffées par la plantation